# 斯库尔泰港
斯库尔泰港是拉脱维亚兹维伊涅克茨埃姆斯的港务局。该港口位于阿格耶河的河口，占地约62.7公頃（155英畝），地址为乌佩斯街41号。

### 注解
1. ↑  英語：